# Atomosia limbiventris
Atomosia limbiventris là một loài ruồi trong họ Asilidae. Atomosia limbiventris được Thomson miêu tả năm 1869.